# Innerwald
Innerwald ist ein Gemeindeteil von Aschau im Chiemgau im oberbayerischen Landkreis Rosenheim.

## Lage
Das Bergdorf mit einem traditionellen Erscheinungsbild befindet sich am südlichen Ende des Prientales, unweit des Hauptgemeindeteils  Sachrang, umgeben von den Chiemgauer Alpen am Fuße des Spitzsteins und des Brandelbergs liegt Innerwald auf einer Höhe von 735 m ü. NHN.

## Geschichte
Innerwald war bis in die 1970er Jahre ein typisches Bauerndorf, bestehend aus acht Anwesen:
- Hamberger zu Innerwald
- Krapf zu Innerwald
- Gratz'n zu Innerwald
- Neuhäusler zu Innerwald
- Nagelschmied zu Innerwald
- Kohlstadler zu Innerwald
- Bachinger zu Innerwald
- Lipp zu Innerwald

Mehrere dieser Hofstellen sind bis auf das Jahr 1465 zurückzuführen.
Innerwald war ein Teil der Gemeinde Sachrang. Diese wurde am 1. Mai 1978 im Rahmen der Gebietsreform in Bayern nach Aschau im Chiemgau eingemeindet.

## Persönlichkeiten
- Robert Huber (1931–2010), ehemaliger „Zeremonienmeister“ des Oktoberfestes und Gründer der Sachrang Stiftung[1]
- Hans Pumpfer, letzter Bürgermeister der Altgemeinde Sachrang und Ehrenbürger der Gemeinde Aschau im Chiemgau, Träger des Verdienstkreuzes am Bande der Bundesrepublik Deutschland[2]